# Merkur Spielbank Hohensyburg

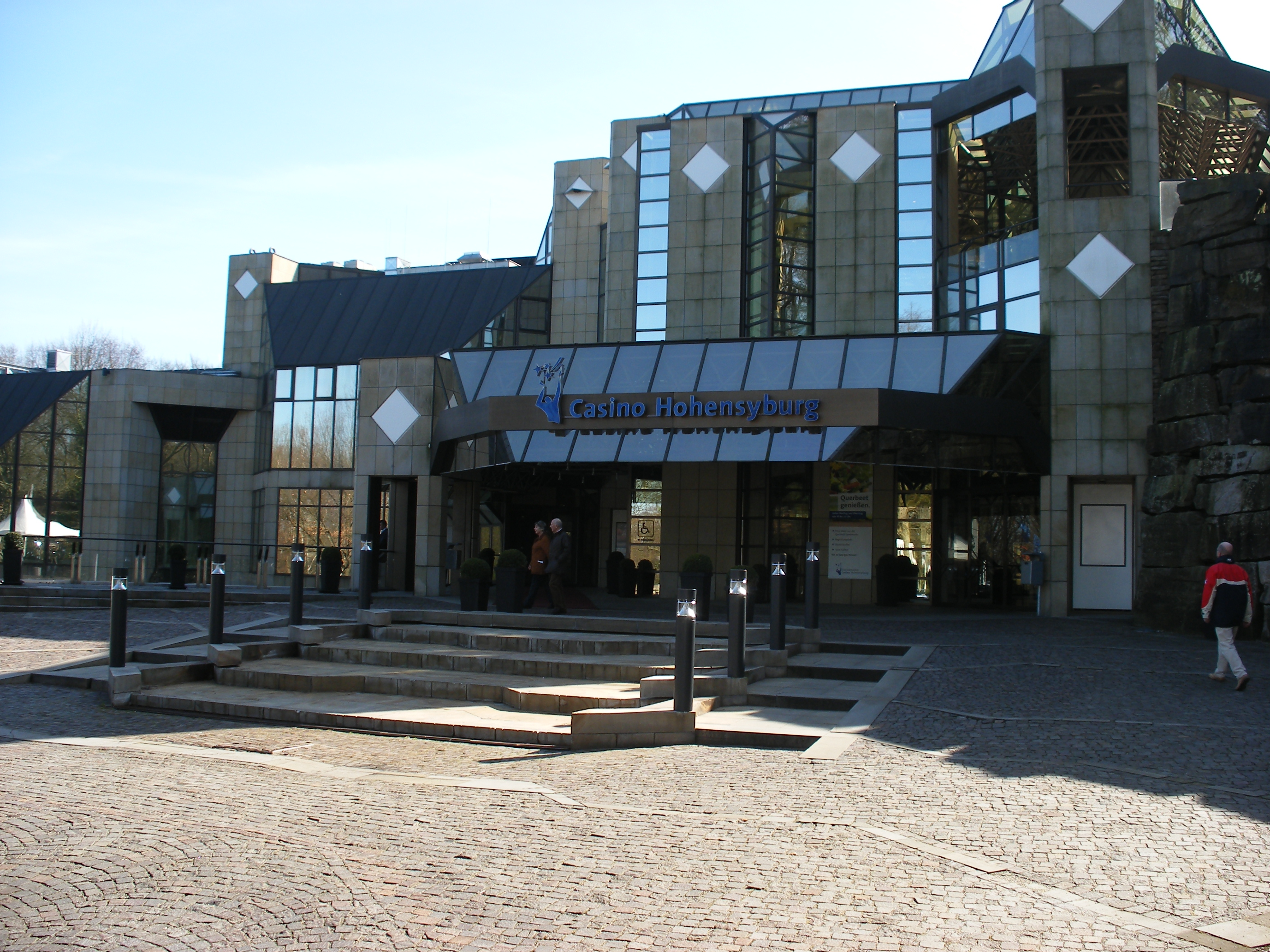
Spielbank Hohensyburg

Die Merkur Spielbank Hohensyburg, eine von fünf Spielbanken in Nordrhein-Westfalen, wurde von 1983 bis 1985 nach Plänen des Architekten Harald Deilmann nahe der Hohensyburg in Dortmund errichtet, innerhalb des Bodendenkmals „Sächsische Wallburg“. Sie war die dritte Spielbank in NRW. Die Merkur Spielbank Hohensyburg gehört zum Unternehmen Gauselmann-Gruppe.
Neben den Spielangeboten American Roulette, Black Jack, Poker und Automatenspiele finden regelmäßig Kulturveranstaltungen statt. Ein Restaurant und die Diskothek FOX gehören zur Spielbank.

## Geschichte
Wie die anderen nordrhein-westfälischen Spielbanken auch war die Spielbank Hohensyburg – so der damalige Name – Eigentum des Landes. Zur Eröffnung der Spielbank Hohensyburg am 28. Juni 1985 gab der US-Entertainer Sammy Davis, Jr. ein Konzert. 1987 war die Spielbank Gastgeber der ersten Aids-Gala.
1998 wurde das Klassische Spiel erstmals umgebaut und erweitert. Während des laufenden Spielbetriebs begannen am 2. Januar 2012 erneut großflächige Umbaumaßnahmen. Am 24. August 2012 wurde das renovierte Gebäude eingeweiht.
Das Land Nordrhein-Westfalen verkaufte am 1. September 2021 alle vier Spielbanken im Bundesland an die Gauselmann-Gruppe zu einem Gesamtpreis von 141,8 Millionen EUR. Damit ging die Umbenennung in Merkur Spielbank Hohensyburg einher.
Bis zur Eröffnung des Merkur Casino Duisburg war das Dortmunder Casino das umsatzstärkste in Deutschland.

## Gastronomie
1989 wurde das Restaurant „Palmgarden“ in der Spielbank in Dortmund eröffnet. Zwei Jahre darauf öffnete das „La Table“, das im Laufe der Zeit zwei Sterne im Guide Michelin erhielt. 2006 wich das „La Table“ einem Bankett- und Veranstaltungssaal. Das Restaurant „Palmgarden“ wurde 2012 mit der Höchstnote des Gourmet- und Reise-Magazins „Savoir Vivre“ ausgezeichnet. 2013 wurde es mit einem Stern in den Guide Michelin aufgenommen. 2021 wurde der gastronomische Betrieb im Restaurant „Palmgarden“ eingestellt. Derzeit sorgt das Restaurant Syght für die Gastronomie.